# Xã Boon, Quận Warrick, Indiana
Xã Boon (tiếng Anh: Boon Township) là một xã thuộc quận Warrick, tiểu bang Indiana, Hoa Kỳ. Năm 2010, dân số của xã này là 12.755 người.